# Saint-Hilaire-la-Gravelle

Saint-Hilaire-la-Gravelle este o comună în departamentul Loir-et-Cher, Franța. În 1 ianuarie 2022 avea o populație de 656 de locuitori.